# Szkoła wywiadowcza Sił Zbrojnych KONR w Bratysławie
Szkoła wywiadowcza Sił Zbrojnych Komitetu Wyzwolenia Narodów Rosji w Bratysławie (ros. Разведшкола ВС КОНР в г. Братислава) – ośrodek wywiadowczy Sił Zbrojnych Komitetu Wyzwolenia Narodów Rosji pod koniec II wojny światowej.
Ośrodek został zorganizowany w marcu 1945 w rejonie okupowanej Bratysławy przez Oddział Bezpieczeństwa Komiteu Wyzwolenia Narodów Rosji (KONR) przy współpracy Unternehmen "Zeppelin". Oficjalną nazwą było: "2 szkoła wywiadowcza ROA". Funkcję komendanta pełnił Biały Rosjanin Iwanow, który podlegał szefowi sztabu Sił Zbrojnych KONR gen. Fiodorowi Truchinowi. W szkole szkolono wywiadowców i agentów mających dokonywać aktów terrorystycznych przeciwko wyższym oficerom Armii Czerwonej. Kursanci byli werbowani spośród żołnierzy Sił Zbrojnych KONR. W jednym kursie szkolono do 30 osób. Trwał on 3-4 tygodnie. Kursanci przechodzili kursy z zakresu zbierania danych wywiadowczych, przeprowadzania aktów terrorystycznych, prowadzenia dywersji, strzelania. Po ich ukończeniu mieli być przerzucani na tyły Armii Czerwonej. W kwietniu ośrodek przeniesiono do San-Lorentz w rejonie Mondsee. Przed zakończeniem wojny nie zdążono zakończyć szkoleń.